# 台灣青年社
台灣青年社（1960年2月28日－1970年1月1日）是明治大學講師兼作家王育德成立於日本的政治團體。
1959年，明治大學講師王育德擔任《台灣》雜誌主筆後，與吳枝鐘、張春興、林啓旭、李元琳等人成立台灣社（與2006年成立之台灣社並無關聯），開始進行對留學日本之台灣學生的啟蒙工作以及對日本人的國際宣傳工作。並展開二次大戰後的台灣獨立運動，發行日文雙月刊《台灣青年》來從事宣傳。不久，許世楷、張國興、周英明、金美齡、林啟旭、侯榮邦等台灣留日學生相繼加入。1960年2月28日，台灣社改名為台灣青年社。
1962年，台灣青年社發行官方刊物《獨立通訊》，展開台灣內部啟蒙宣傳。1963年5月，台灣青年社改名為台灣青年會，展開組織留學生運動。1965年9月23日，王育德、黃昭堂、許世楷、周英明、金美齡、廖春榮等人將台灣青年會發展為台灣青年獨立聯盟，並發表綱領。1965年9月24日，台灣青年獨立聯盟在東京都銀座發動示威，要求聯合國支持台灣自決。邱永漢、辜寬敏加入後，台灣青年獨立聯盟更擴大組織。1970年1月1日，台灣青年獨立聯盟併入台獨聯盟。